# Борис Крајгер
Борис Крајгер — Јанез (словен. Boris Kraigher; Света Тројица, 14. фебруар 1914 — Мартинци, код Сремске Митровице, 4. јануар 1967), учесник Народноослободилачке борбе, друштвено-политички радник СФРЈ и СР Словеније и народни херој Југославије. У периоду од децембра 1953. до јуна 1962. године обављао је функцију председника Извршног већа Народне скупштине Народне Републике Словеније.

## Биографија
Рођен је 14. фебруара 1914. у селу Света Тројица, у крају Словенске горице. Његов отац Алојз (1877—1959) је био окружни лекар и писац, а по политичком уверењу социјалист. Борисов старији брат Душан (1908—1943) проглашен је за народног хероја Југославије, а рођак Сергеј Крајгер (1914—2001) је био друштвено-политички радник и јунак социјалистичког рада. После Првог светског рата, породица се преселила у Љубљану, где је отац постао управник болнице. Као гимназијалац, Борис, је најпре био активан спортиста, а затим се ангажовао и у политичким збивањима.
У првим данима Шестојануарске диктатуре, 1929. године, Борис и његова браћа су били под утицајем професора Пољанске гимназије: Францета Коблара, Ловра Сушника и Јуша Козака, и постали симпатизери илегалне Комунистичке партије Југославије (КПЈ). Полицијска истрага против нешто старијих школских другова, Тонета Томшича и Бориса Зихерла, а нарочито хапшење Макса Стермецког, су Бориса Крајгера га још више привукли комунистима.
Године 1932. је почео да студира грађевинску технику на Љубљанском универзитету. Тада је ступио у левичарски клуб „Триглав“ и укључио се у револуционарни студентски покрет. Учествовао је у великим демонстрацијама против диктатуре и проучавао марксистичку литературу. После првог хапшења, Борис Кидрич га је, маја 1934. године, примио у чланство Комунистичке партије Југославије (КПЈ). Одмах по пријему у Партију, почео је да ради у техници Покрајинског комитета КПЈ за Словенију.
Новембра 1934. године је, због политичке делатности, ухапшен и осуђен на две и по године робије, коју је издржао у Сремској Митровици. Кад се, 9. маја 1937. године, вратио у Љубљану, наставио је студије и револуционарни рад. Радио је као техничар у разним грађевинским предузећима, да би се издржавао. Као комунист је деловао у Словенском клубу „Бранибору“, стручним организацијама и у „Црвеној помоћи“.
У периоду од 1937. до 1940. године био је секретар Омладинске комисије при Централном комитету Комунистичке партије Словеније, која је, крајем 1938. године, прерасла у Покрајински комитет СКОЈ-а за Словенију. Био је и члан Омладинске комисије при Централном комитету КП Југославије, која је, средином 1938. године, прерасла у Централни комитет Савеза комунистичке омладине Југославије. Организовао је омладину и међу њом развијао антифашизам.
У периоду од 1938. до 1940. године је био члан Окружног комитета КПС за Љубљану. Фебруара 1939. године је избегао хапшење и логор у Билећи, па се, као илегалац, посветио партијском раду. На Трећој конференцији КП Словеније, 29. јуна 1940. године, изабран је у Централни комитет КП Словеније, где је одговарао за рад с омладином и за Агитпроп.

### Народноослободилачка борба
Ухапшен је 27. марта 1941. године у Јасеницама, али је из затвора пуштен приликом напада Сила Осовина на Краљевину Југославију, 6. априла 1941. године. После окупације, остао је илегално у окупираној Љубљани и био секретар Окружног комитета КПС и Окружног одбора Освободилне фронте (ОФ). После хапшења Антона Тонета Томшића, децембра 1941. године, Борис Крајгер је преузео и послове организационог секретара ЦК КП Словеније.
Кад је окупатор, крајем фебруара 1942. године, оградио Љубљану жицом, Централни комитет КП Словеније и Извршни одбор Освободилне фронте су ван жичане ограде установили своја повереништва на челу с Борисом Крајгером, и преко њега одржавали везе и усмеравали делатност Народноослободилачких организација и партизанских јединица у Словенији. Маја 1942. године Борис Крајгер је кооптиран у Политбиро ЦК КПС.
Убрзо потом Италијани су га, у рацији у Љубљани, ухапсили и интернирали у логор Гонарс. Тамо је с осталим логорашима ископао ров и кроз њега, 31. августа 1942. године, побегао са седам другова у горичка брда, и укључио се у акције Окружног комитета КПС за Словеначко приморје. Средином новембра је дошао у седиште ЦК КПС у Полхограјске Доломите, и поново деловао у Политбироу. После повратка руководства НОП-а на Кочевски рог, постао је, 20. маја 1943. године, вршилац дужности политичког комесара Главног штаба НОВ и ПО Словеније, а 14. јула је именован за политичког комесара.
Октобра 1943. године, постао је члан Пленума Освободилне фронте (ОФ), Словеначког народноослободилачког већа (СНОВ) и Антифашистичког већа народног ослобођења Југославије (АВНОЈ), а 23. септембра 1944. члан Извршног одбора ОФ-а. Од октобра 1944. до почетка марта 1945. године деловао је и у Политбироу ЦК КПС и дошао у Штајерску кад је тамо почела немачка офанзива против ослобођене територије у Горњој Савињској долини. Почетком марта 1945. године, кад је ослобођење Словеначког приморја постало најважнији задатак, ЦК КПС га је послао за политичког секретара Обласног комитета КПС и секретара Покрајинског одбора ОФ-а за Словеначко приморје.

### Послератни период
Учествовао је у продору јединица Деветог словеначког корпуса према Трсту. У време борбе за словеначку националну границу, био је секретар Централног комитета КП Јулијске крајине све до 17. јуна 1946. године, кад је постао министар унутрашњих послова у Влади Народне Републике Словеније. Године 1948, на Петом конгресу КПЈ, изабран је за члана Централног комитета КПЈ.
Крајем јануара 1953. године постао је члан Извршног већа Народне Скупштине НР Словеније, а 15. децембра 1953. је постао његов председник; био је члан Савезног извршног већа (СИВ) и члан његовог Одбора за перспективни друштвени план. Од јуна 1962. је био и члан Координационог одбора СИВ-а. Године 1962. је постао председник Одбора СИВ-а за општа привредна питања, а 25. јуна је изабран за потпредседника СИВ-а и председника Одбора СИВ-а за привреду.
Више пута је биран за републичког и савезног посланика. До одласка у Београд, 1962. године, био је члан Извршног комитета Централног комитета Савеза комуниста Словеније, члан Председништва ССРН Словеније и Главног одбора СУБНОР-а Словеније. Од 1960. био је члан Савезног одбора ССРН Југославије, и од 1958. члан Извршног комитета ЦК СКЈ. Имао је чин резервног генерал-потпуковникa ЈНА.
Погинуо је 4. јануара 1967. године, у саобраћајној незгоди на ауто-путу Загреб—Београд, код села Мартинци, у близини Сремске Митровице.
Носилац је Партизанске споменице 1941. и других високих југословенских одликовања, међу којима су — Орден народног ослобођења, Орден партизанске звезде са златним венцем, Орден заслуга за народ са златном звездом, Орден братства и јединства са златним венцем и Орден за храброст. Орденом народног хероја одликован је 4. септембра 1953. године.

## Галерија
- Франц Розман Стане, Едвард Кардељ и Борис Крајгер (први здесна), 1943.
- Борис Крајгер и Стане Добовичник, 1943.
- Борис Крајгер (први слева) са члановима Главног штаба НОВ и ПО Словеније, 1944.
- Петар Стамболић и Борис Крајгер, 1958.
- Борис Крајгер, 1961.
- Борис Крајгер и Едвард Кардељ, 1965.
- Орден народног хероја
- Партизанска споменица 1941.